# Zlín Z-242
Die Zlín Z-242 ist ein Schul- und Sportflugzeug des in Otrokovice ansässigen tschechischen Herstellers Zlín.

## Entwicklung
Die Z-242 wurde als direkter Nachfolger der Z-42- und Z-142-Reihe hauptsächlich für den westlichen Markt entwickelt. Augenscheinlichster Unterschied zu ihren Vorgängern ist deshalb auch die Verwendung eines Lycoming-Motors statt eines einheimischen Antriebs. Dies spiegelt sich auch in der Bezeichnung wider, denn die Z-242 wird nur in der Version L (für Lycoming) produziert. Weitere Unterschiede sind eine strömungsgünstigere Motorverkleidung und aerodynamisch sauberere Rumpf-Flächen-Übergänge und Tragflächenenden. Die Kabine verfügt über eine in der Schweiz hergestellte Vollsichthaube und westliche Instrumentierung. Der Motor treibt eine dreiblättrige Luftschraube MTV-9-B-C von Mühlbauer oder HC-C3YR-4BF von Hartzell an.
Den Erstflug absolvierte der Prototyp mit dem Werkskennzeichen OK–076, späteres Luftfahrzeugkennzeichen OK–VNP, im Februar 1990. Seit 1992 befindet sich das Muster in der Produktion. Neben seiner Verwendung als ziviles Sportflugzeug mit Eignung zum Kunstflug wird die Z-242L von einigen Staaten auch als militärischer Trainer für die Grundausbildung genutzt, so in der peruanischen und mazedonischen Luftwaffe und der mexikanischen Marine.

## Nutzer
(Stand 2006)
- Argentinien: 1
- Australien: 1
- Indien: 6
- Israel: 3
- Jemen: mindestens 2
- Kroatien: 5
- Mexiko: 10 (Mexikanische Marine)
- Nordmazedonien: 4 (Nordmazedonische Luftstreitkräfte)
- Peru: 18 (Peruanische Luftstreitkräfte)
- Slowenien: 8
- Tschechien: 6
- Vereinigtes Königreich: 3
- Vereinigte Staaten/ Kanada: 51 (u. a. Flight Safety Int. Air School)

## Technische Daten

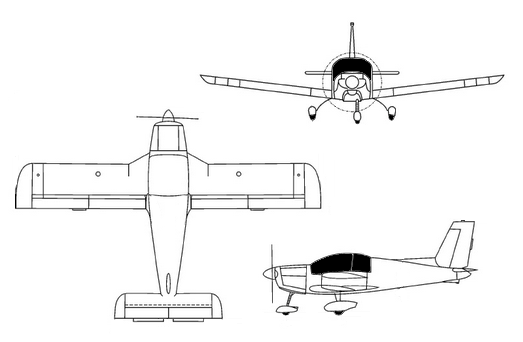
Dreiseitenriss

| Kenngröße             | Daten (Z-242L)                                   |
| --------------------- | ------------------------------------------------ |
| Besatzung             | 1–2                                              |
| Länge                 | 6,94 m                                           |
| Spannweite            | 9,34                                             |
| Höhe                  | 2,95 m                                           |
| Flügelfläche          | k. A.                                            |
| Leermasse             | 745 kg                                           |
| Startmasse            | Kunstflug 970 kg Schulung 1020 kg normal 1090 kg |
| Antrieb               | ein Lycoming AEIO-360-A1B6                       |
| Leistung              | 149 kW (203 PS)                                  |
| Höchstgeschwindigkeit | 236 km/h in Bodennähe                            |
| Reisegeschwindigkeit  | maximal 227 km/h im 2000 m Höhe                  |
| Steiggeschwindigkeit  | maximal 5,5 m/s in Bodennähe                     |
| Lastvielfaches        | +6/−3,5 g                                        |
| Startrollstrecke      | 210 m                                            |
| Startstrecke          | 450 m auf 15 m Höhe                              |
| Reichweite            | 795 km 1056 km mit Zusatztanks                   |